# Емануїл Манолов
Емануїл Іванов Манолов (болг. Емануил Иванов Манолов; 7 січня 1860, Габрово, Болгарія — 2 лютого 1902, Казанлик, Болгарія) — болгарський композитор, хоровий диригент і педагог.

## Біографія
У 1881—1883 роках навчався в Московській консерваторії у Федора Гедіке (фортеп'яно) і Людвіга Альбрехта (сольфеджіо), вивчав також флейту і гармонію. У 1885 році повернувся в Болгарію, де працював у різних містах: Софії, Станімаке (нині Асеновград), Пловдиві, а з 1899 року — в Казанлиці. У сферу його професійної діяльності увійшли: викладання, гра на флейті в оркестрі, редагування музичного журналу, керівництво хорами та духовими оркестрами. Він також був першим болгарським хоровим диригентом і військовим капельмейстером, одним з основоположників болгарської композиторської школи та болгарської професійної музики. Автор першої болгарської опери «Жебрачка» (за мотивами вірша Івана Вазова, не закінчена, але поставлена в 1900 році). Займався обробкою народних пісень, сам написав ряд популярних творів, в тому числі для хору.
Син Христо Манолов (1900—1953), як і внук Здравко Манолов (1925—1983) — композитори.

## Пісні
- «Гімн його величності царя Болгарії»
- «Робочий марш» (на слова Георгія Киркова)
- «Вчительський марш»
- «Що за дівчину бачу»
- «Повій, повій»
- «Народний букет»